# Potamogeton illinoensis
Potamogeton illinoensis là một loài thực vật có hoa trong họ Potamogetonaceae. Loài này được Morong miêu tả khoa học đầu tiên năm 1880.